# Lay Zhang
Zhang Yixing (chinois simplifié : 张艺兴 ; chinois traditionnel : 張藝興 ; pinyin : Zhāng Yìxīng; né le 7 octobre 1991), plus connu par son nom de scène Lay (coréen : 레이).
Il est l'un des principaux chanteurs et danseurs chinois du boys band sud-coréo-chinois EXO et de son sous-groupe EXO-M.

## Biographie

### Jeunesse
Lay est né le 7 octobre 1991 à Changsha, capitale de la province du Hunan en Chine. Il était une star locale, dans la province du Hunan, remportant la troisième place dans un concours organisé par l'émission de télévision populaire Star Academy en 2005, il est également apparu dans un épisode de Ce Yue Yue Kai Xin et dans un programme télévisé de divertissement de Liu Na, Na Bu Ke Yi Yang entre 2005 et 2006. Lay a rejoint la SM Entertainment en 2008, après une audition réussie avec Casting System de la compagnie à Changsha. Au moment des audiences, il avait 16 ans et étudiait pour ses examens d'entrée au lycée. Il a été placé dans un dortoir avec d'autres stagiaires de la SM et a été formé dans le domaine du chant, la danse ainsi que la comédie.
L'agence a publié à la presse pour annoncer leur nouveau boys band qui a été prévu pour mars ou avril 2011, mais aucune nouvelle ne parvient jusqu'à ce que le 11 décembre 2011, la compagnie présente les nouveaux membres du boys band. En 2011, avant ses débuts avec les EXO, il a travaillé aux côtés des SHINee durant leur tournée comme danseur remplaçant de Jonghyun. Les EXO ont fait leurs débuts au SBS Gayo Daejun 2011 le 29 décembre.

### 2012-2014: Débuts avec EXO

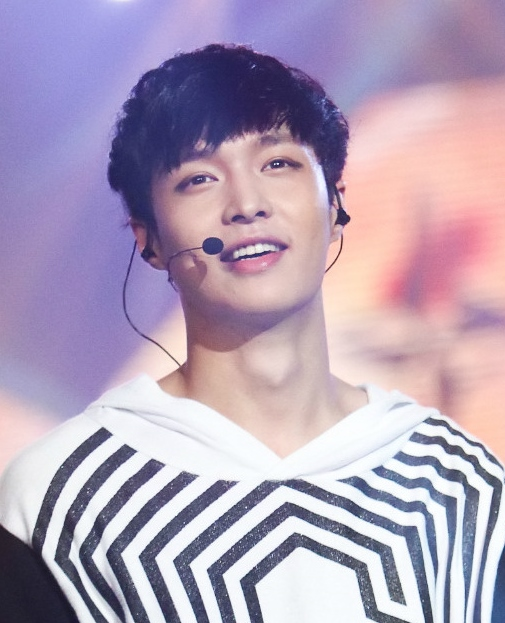
Lay lors de la tournée THE LOST PLANET à Singapour en 2014.

Lay a été officiellement présenté comme un membre d'EXO le 17 janvier 2012. Le single "What Is Love", qui a été chanté par Chen et Luhan, a été publié le 30 janvier 2012. Le groupe sort son deuxième single, intitulé "History" le 9 mars 2012. Les EXO ont tenu un showcase pour les pré-débuts au Stade Olympique de Séoul le 31 mars 2012, cent jours après la sortie de la première bande-annonce pour leurs débuts le 21 décembre 2011. Le showcase s'est déroulé devant environ 3 000 fans sur 8 000 qui ont été sélectionnés pour assister à leurs performances. Le groupe a tenu une conférence de presse et a montré leurs performances dans le Grand Hall de l'Université de commerce international et d'économie de Pékin en Chine le 1er avril 2012.
En décembre 2012, avec Kai, Yunho, Eunhyuk, Donghae, Minho et Taemin, ils ont formé le groupe de danse, SM The Performance. Leur première apparition fut au SBS Gayo Daejun 2012 le 29 décembre, avec la sortie du single "Spectrum" le 30 décembre 2012,. Le 10 octobre 2013, la recherche sur le Top 10 des hommes les plus beaux de l'Asie, organisée par le site de la Youth Entertainment, a indiqué que Lay a été classé sixième avec plus de 27 millions de voix.
Début 2014, Lay a composé et interprété la chanson "I'm Lay" pour sa performance en solo lors de la première tournée de d'EXO THE LOST PLANET. Plus tard la même année, il a interprété une autre chanson qu'il a lui-même composé, intitulée "I'm Coming" dans un programme télévisé spécial fin d'année sur Hunan Télévision.
En avril 2014, il a été classé dixième dans l'enquête annuelle du "Plus bel homme d'Asie",. Le 19 juin 2014, le programme chinois "Music Billboard Charts" a publié des photos de Lay en tant que MC temporaire spéciale à travers leur Weibo officiel, et le décrit comme une belle réussite.

### 2015: Activités solo et carrière d'acteur
En avril 2015, SM Entertainment a annoncé avoir mis en place en Chine un studio pour Lay afin qu'il puisse gérer seul ses activités en solo. Le mois suivant, il a rejoint le casting de l'émission chinoise "Go Fighting !".

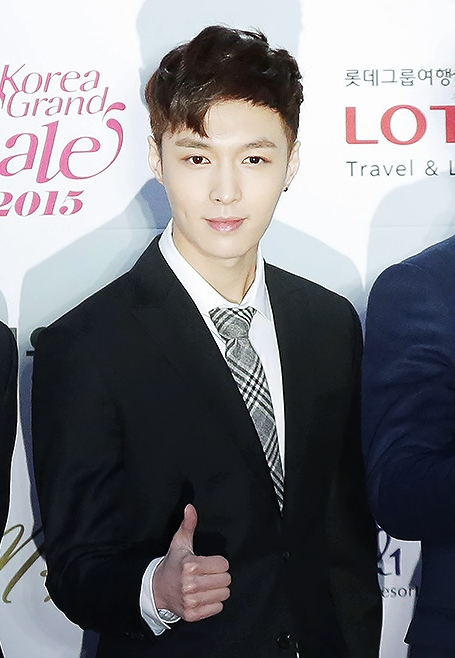
Lay sur le tapis rouge des Seoul Music Awards en janvier 2015.

Pour la réédition de l'album Exodus, il a écrit les paroles de la version chinoise du titre "EXO 2014" tandis que Chen et Chanyeol ont co-écrit les paroles de la version coréenne. C'est lui qui a composé cette chanson.
Le 18 septembre, à l'approche de son vingt-quatrième anniversaire, Lay a publié son livre autobiographique en version limitée intitulé Standing Firm at 24. Il n'a été vendu en librairie que le 7 octobre, le jour de son anniversaire. Le livre, dévoilant vingt-quatre moments importants de sa vie et également des choses inédites avec ses fans brise des records car, selon TV Report, les pré-ventes de l'ouvrage se sont écoulés en 24 minutes à 68 573 exemplaires, une moyenne de 50 exemplaires par seconde, empêchant les enregistrements des commandes en ligne.
En novembre 2015, il a fait ses débuts sur grand écran dans le film Ex Files 2: The Back Up Strikes Back dans lequel il a remporté son tout premier prix pour le "Meilleur Rôle Secondaire" au China Britain Film Festival 2016 qui s’est tenu à Londres le 26 juin 2016. Il a par ailleurs écrit et enregistré une bande originale pour ce film, intitulé Alone, qui s'est classé numéro un sur le Baidu Music Chart, et a plus tard remporté le prix de la "Meilleure Bande Originale" aux 16e Top Chinese Music Awards et aux 4e V-Chart Awards. Lay a par la suite joué dans le film chinois Oh My God et a collaboré avec ses partenaires Coco Jiang Wen et Li Xiaolu sur une chanson intitulé Happy Youth pour le film.

### 2016: Une popularité grandissante
En janvier 2016, Lay et les autres membres du casting de Go Fighting! sont apparus dans le film chinois Royal Treasure.
Le 27 mai 2016, le premier single de Lay est sorti, "独角戏 (Monodrama)", co-composé et arrangé avec Divine Channel. Il s'agit de l'un des titres pour le projet SM Station. Il a fait aussi ses premiers débuts télévisés dans la série chinoise "To Be A Better Man".
Plus tard, il a obtenu le rôle principal dans la série télévisée chinoise The Mystic Nine où il joue le personnage de Er Yue Hong. La série, ayant obtenu un succès sans précédent, a établi un record du nombre de vues recueillies en une journée, accumulant un total approximatif de plus de 10 milliards de vues.
En octobre 2016, la carrière de Lay en tant qu'artiste solo débute avec la sortie de "what U need ?" le jour de son anniversaire, un cadeau pour ses fans et le premier single extrait de son futur album. Le clip a pris la première place du classement des clips vidéos de iTunes en Thaïlande, ainsi que la troisième place aux États-Unis, il s’est également classé deuxième du classement Pop de iTunes aux États-Unis. La chanson, elle, a aussi pris la première place des classements en Thaïlande et en Turquie, s’est classé dans le top 5 au Japon, au Canada, à Hong Kong, ainsi qu’en Malaisie. Cela fait de Lay le premier artiste Chinois à entrer dans le top 3 du classement iTunes Américain et l’artiste Chinois le mieux classé de l’Histoire dans les charts Américains.
Le 21 octobre, Lay annonce la date de sortie de son premier mini-album Lose Control qui est prévu pour le 28 octobre et qui sortira simultanément en Corée du Sud et en Chine. Le mini-album comporte six pistes en chinoises qui sont composées, arrangées et toutes écrites par lui. La chanson-titre "Lose Control" accompagné de son clip vidéo sort en même temps que l'album.
Lay a notamment été annoncé pour jouer dans la série télévisée Operation Love, un remake du drama japonais du même nom.

### 2017: Une popularité dominante
Le 28 janvier 2017, il est également à l'affiche du film chinois Kung Fu Yoga au côté de Jackie Chan mais aussi dans le film sud-coréo-chinois "Unexpected Love" avec Krystal Jung, une membre des F(x) dont la date de sortie reste inconnue.
En avril, Lay a tourné dans le film historique chinois The Founding Of An Army. Plus tard, son drama précédemment annoncé "Operation Love" a officiellement été diffusé sur Dragon Television. Il a chanté l'OST pour le drama.

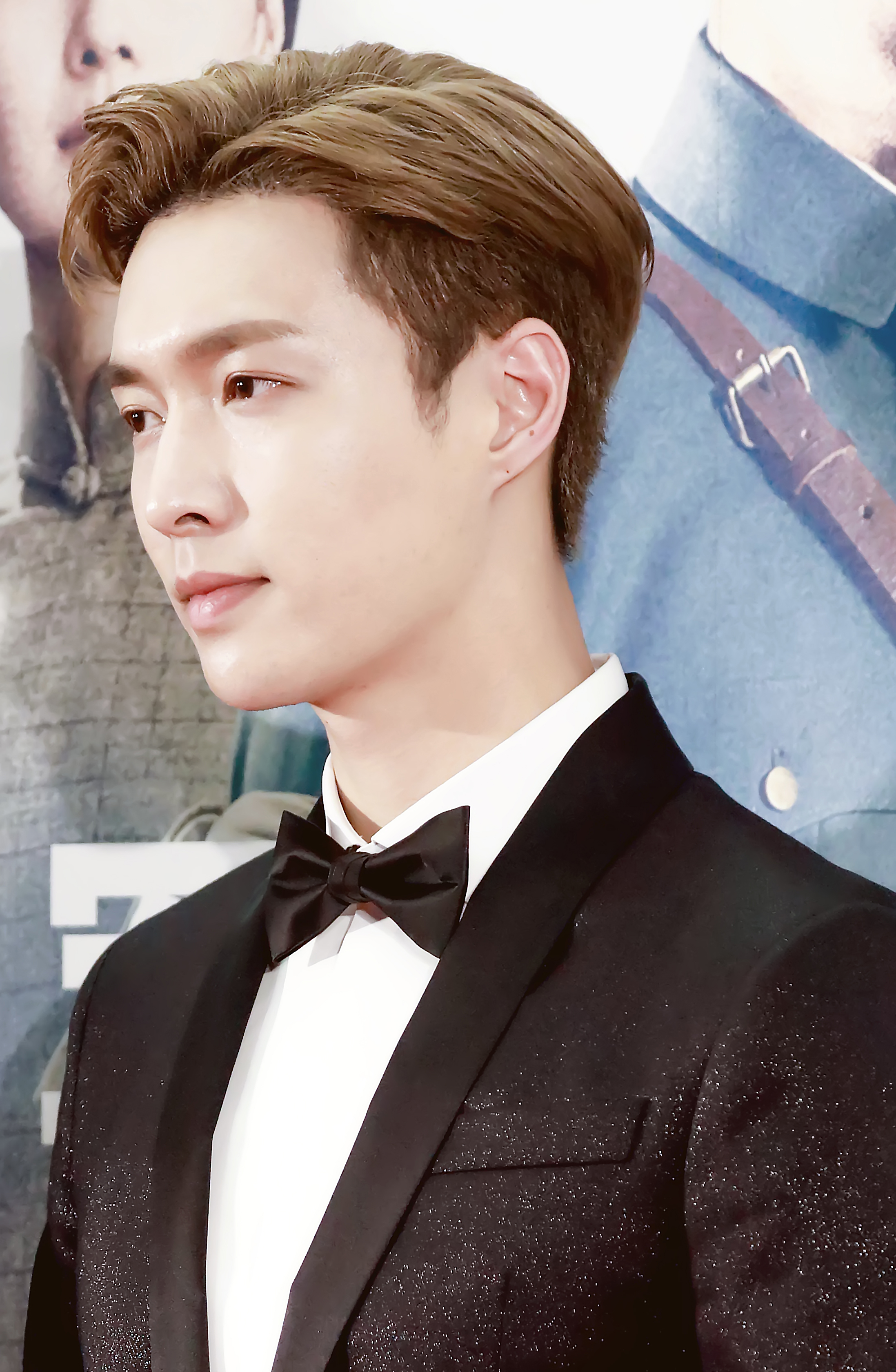
Lay lors d'une conférence de presse pour The Founding Of An Army en juillet 2017.

Le 23 juin, SM Entertainment a confirmé que Lay n’est pas en mesure de participer à la production du nouvel album en raison du conflit d'emploi de temps avec ses activités en Chine et du futur comeback d'EXO. Lay a pris la décision de ne pas participer aux promotions de ce comeback après discussions avec l'agence. Celle-ci a déclaré que Lay se sent très triste à propos de son incapacité à promouvoir avec EXO et qu'il est désolé pour tous ses fans qui l'attendaient.
En juillet, il a rejoint la troisième saison de Go Fighting!. Plus tard, il a été révélé que le chanteur prêtera sa voix au personnage de Jackson Storm pour le doublage chinois du long métrage d'animation Cars 3 de Walt Disney Pictures. C'est la première qu'il participe au doublage d'un film.
Le 28 août, il a été invité par le musée de Madame Tussauds à Pékin pour la fabrication de sa statue de cire. Ce dernier s’est alors rendu sur les lieux pour rencontrer son clone de cire le 8 septembre. Cela fait de lui la troisième personne à voir cet honneur, après les TVXQ et Choi Si-won des Super Junior parmi les artistes de SM Entertainment et le premier membre d'EXO à avoir une statue de cire à son effigie (à l'exception de Kris et Luhan qui en ont eu une après leur départ du groupe). Le 18 octobre, Lay est allé à l'inauguration de sa seconde statue de cire à l'effigie de son personnage dans le drama The Mystic Nine, cette fois-ci à Shanghai.
Le 17 septembre, il a été choisi pour être le principal protagoniste du drama chinois "The Golden Eyes" tel qu'annoncé lors de la conférence préliminaire. 
Le 22 septembre, SM Entertainment a révélé deux photos teasers pour le prochain album de Lay. Trois jours après, pour donner un avant-goût aux fans, le chanteur sort "I Need U", une chanson qu'il a lui-même composée et écrite, et qui a été inspirée par l’histoire d’amour de ses grands-parents. C’est d’ailleurs un cadeau qu’il leur fait pour fêter leur 50e anniversaire de mariage. La compagnie a ensuite révélé que le second album solo de Lay se nommera Lay 02 Sheep. Il sera dévoilé simultanément en ligne en Corée du Sud et en Chine pour son anniversaire, le 7 octobre, un an après ses débuts solos avec « what U need? ». L’album physique sera, quant à lui, disponible le 18 octobre en Corée du Sud. Nous apprenons aussi que le chanteur a personnellement écrit, composé, arrangé et produit l’album entier, tout comme son premier album solo. Lors de son premier jour de vente numérique, l'album a battu 5 records sur QQ Music : Or (¥ 250 000 en 30 secondes), Double Or (¥ 500 000 en 45 secondes), Triple Or (¥ 750 000 en 52 secondes), Platine (¥ 1 million en 1 minute 10 secondes) et Diamant (¥ 5 millions en 9 heures 11 minutes). En moins de 2 heures, l'album est classé no 1 sur iTunes dans 10 pays dont le Japon, l'Australie, Singapour et plus encore. L'album est entré à la 9e position dans le classement iTunes, ce qui a fait de Lay le premier chanteur chinois à entrer dans la liste des 10 meilleurs albums internationaux d'iTunes.

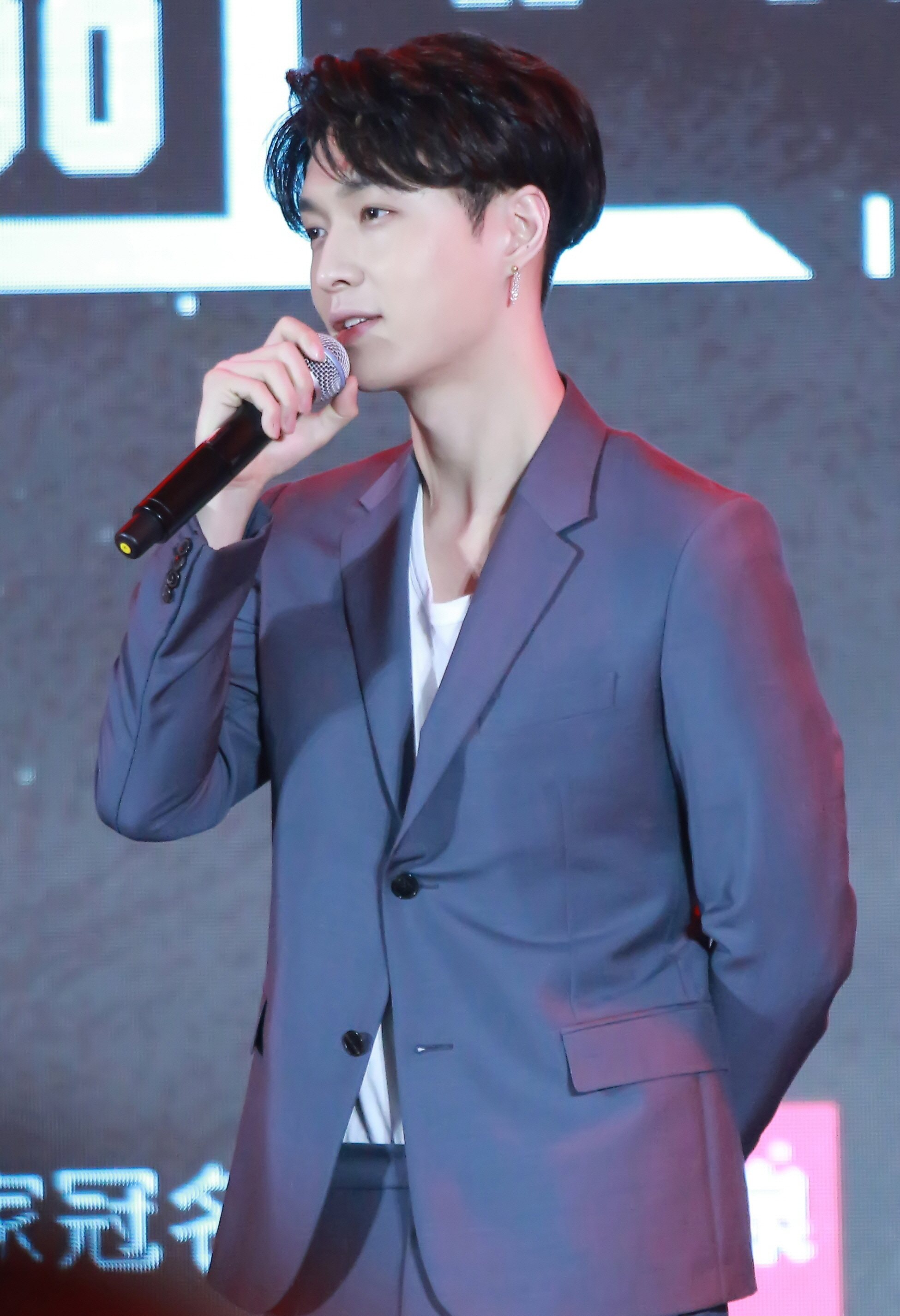
Lay lors d'une conférence de presse pour l'émission Idol Producer en décembre 2017.

Lay a tenu un showcase à Pékin le 12 octobre, intitulé « 2017 Zhang Yixing Showcase », où il a interprété ses nouvelles chansons pour la première fois. Lors de cette soirée événement, il a signé un contrat en direct avec le vice-président de Tencent Holdings où il sera désormais membre de "Music + Plan" (Music + 计划) aux côtés de TF Boys, Wang Leehom et bien plus encore. La Shanghai Pudong Development Bank a annoncé pour la première fois que la banque offrira des bénéfices marginaux aux fans de Lay puisquee celui-ci promeut la marque. Lay a également, officiellement signé le contrat avec le réalisateur et les producteurs de son prochain drama The Golden Eyes. Le 21 octobre, il débute ses séances de dédicaces au Hongqiao Art Center de Shanghai, appelé la "Lay 02 Sheep Signing Promo".
Lay a été choisi pour être le présentateur principal de la version chinoise de l'émission "Produce 101", "Idol Producer". iQiyi a publié des photos teaser du chanteur après avoir confirmé sa participation en tant que présentateur pour l'émission à travers leur compte Weibo. Le 22 décembre, Lay a sorti son premier mini-album de Noël Winter Special Gift sur QQ Music et l'application Kugou. Le clip de la chanson principale de l'album, "Goodbye Christmas", a été mise en ligne le même jour. D'après le compte Weibo de QQ Music, l'album "Winter Special Gift" a été certifié double disque de platine car il a été vendu à plus de 2 millions de yen (¥) soit plus de 260 700 € sur la plateforme. Le 28 décembre, il a été annoncé que le chanteur jouerait le rôle secondaire dans le futur drama "Empress of China", qui devrait être diffusé sur Jiangsu Television et Youku en 2019.

### 2018: Débuts sur le sol américain
Le 16 janvier, le premier épisode d'Idol Producer a officiellement été diffusé sur iQiyi. Le 28 janvier, Lay a été annoncé pour participer au Gala de Nouvel An de CCTV pour la deuxième année consécutive aux côtés de Bo Huang et de William Chan. Le 19 avril, le chanteur a été annoncé pour jouer dans le film The Island au côté de Shu Qi mais aussi dans la nouvelle saison de Go Fighting!. Le 4 mai, il a été révélé que Lay participera à l'hymne national de la fête de la jeunesse en Chine. Le 3 août, Lay a collaboré avec Alan Walker et a fait sa première apparition aux États-Unis lors du festival de musique Lollapalooza à Chicago avec une version remixée par ce dernier de Sheep. Cette nouvelle version est disponible en ligne depuis le 31 août. Le 30 août, Lay a été annoncé pour figurer dans l'un des singles d'un projet en hommage à Michael Jackson, "Let’s Shut Up and Dance" où on y retrouve NCT 127 mais aussi Jason Derulo. Ce single est sorti le 22 février 2019.
En septembre, le chanteur a signé un accord avec Easy Entertainment, selon lequel son studio personnel collaborera avec cette société dans le but de créer une nouvelle équipe qui gérera les activités promotionnelles de ce dernier.
Le 21 septembre, il a été révélé que Lay sortirait son troisième album solo intitulé Namanana le 19 octobre, qui marquera également ses débuts aux États-Unis. Cet album sera composé de 22 pistes au total, les 11 premières étant en mandarin et les 11 suivantes étant les versions anglaises des mêmes titres. Il est prévu que cela servira de catalyseur pour introduire la musique populaire mandarin sur les marchés mondiaux. L'album de Lay a été classé no 1 dans la catégorie des meilleures ventes de disques vinyle et CD d'Amazon en ce qui concerne les pré-commandes. En effet, le 26 septembre, à la suite de cet événement, l'album a du être réapprovisionné après que le premier lot de pré-commandes ait été épuisé peu de temps après sa sortie sur le site. En à peine 11 minutes et 11 secondes après la pré-vente de l'album en Chine le 16 octobre, Namanana a battu huit records et a atteint le statut de double diamant sur QQ Music. C'est devenu l'album numérique le plus rapide à briser toutes les certifications en si peu de temps. L'album a par la suite battu le neuvième record sur QQ Music et a atteint le statut de diamant d'or du Hall of Game en 11 heures et 57 minutes. Namanana a pris la seconde place dans le classement des albums en ventes sur Amazon le premier jour de sa sortie. De plus, l'album figure dans le classement iTunes de 41 pays et occupe la première place dans 16 pays. L'album a débuté à la cinquième place dans le classement mondial iTunes. Namanana est devenu l'album le plus vendu de QQ Music en 2018 et est le plus rapide à recevoir les 9 certifications de vente de QQ Music.
Le 21 décembre, Lay a annoncé sur les réseaux sociaux la sortie de son nouveau single intitulé "When It's Christmas" qui est mise en ligne la veille de Noël.

### 2019: Reconnaissance internationale et première tournée
En janvier, Lay a été confirmé pour participer à la 61e cérémonie des Grammy Awards le 10 février en tant qu'ambassadeur musical de la radio chinoise FM101. Le même mois, il a été confirmé qu'il reviendrait en tant que producteur principal et animateur de la deuxième saison d'Idol Producer. Une troisième statue en cire du chanteur devrait également être dévoilée d'ici la fin du mois au musée de Madame Tussauds à Hong Kong. Le 22 février, Jason Derulo est en featuring avec le groupe NCT 127 et Lay dans son clip " Let's Shut up & Dance ". Le 3 mars, Far East Movement a dévoilé son nouveau titre "Lovebird" qui serait une collaboration avec Lay. Le single est sorti est le 15 mars.
Le 17 mai, lors d'une conférence de presse pour l'émission Go Fighting!, Lay a révélé que le 6 juillet à Shanghai aura lieu son premier concert mais également la sortie d'un nouveau mini-album Honey prévu pour le mois prochain. Le 24 mai, via son compte Weibo, Lay a dévoilé un premier visuel de sa tournée solo intitulé « 大航海 », qui pourrait se traduire par « voile ». Quatre dates ont été annoncés en Chine dont Shanghai ainsi que Chongqing, Nankin et Pékin. Les prix des billets qui ont été révélés sur le site de billetterie Damai indique cinq catégories de prix différentes et toutes ont une signification particulière. Le lendemain, iQiyi VIP a révélé qu'une conférence de presse aura lieu à Pékin le 1er juin en présence du chanteur pour présenter cette mini-tournée.
Le 30 avril, Lay a publié un artwork de "Honey" sur son compte Instagram. Le 20 mai, Lay a mis en ligne un premier teaser du clip-vidéo de "Honey". Le 6 juin, il a été confirmé que la pré-vente officielle pour le mini-album sur QQ Music aura lieu le 11 juin et sa sortie officielle le 14 juin. En 3 minutes, le mini-album atteignait les pré-ventes les plus élevées sur le site avec plus de 2 364 575 millions d'exemplaires vendus et était certifié « Hall Golden » faisant de cet EP, le plus vendu sur le site en 2019. Le 10 juin, le studio de Lay a révélé la liste des chansons présents sur l'EP via les réseaux sociaux. Le 13 juin, un second teaser du clip-vidéo de "Honey" est posté. Le 14 juin, le mini-album est officiellement sorti avec le clip de "Honey".
En décembre, Lay a sorti le single "外婆", qui signifie "grand-mère", rend justement hommage à cette dernière, décédée quelques mois plus tôt.

### Depuis 2020:Litet Chromosome Entertainment Group
En mars, Steve Aoki a partagé sur Twitter un extrait de son prochain single et a aussi révélé qu'il devrait sortir le 20 mars. Il a ensuite demandé à ses fans de deviner à qui appartenaient les voix présentes sur la version a cappella qu'il a partagé. Les fans ont rapidement compris que c'était les voix de Lay et de will.i.am. Plus tard, la sortie du single est confirmée et celui-ci s'intitule "Love You More".
Le 10 mai, son studio personnel a révélé qu'un quatrième album serait prêt. Un premier single est sorti le 20 mai et se nomme "玉 (Jade)",. Le 25 mai, le chanteur a annoncé que son prochain album sortira le 1er juin et que les pré-ventes débuteront le 29 mai. Il s'intitulera Lit. Le 27 mai, un premier teaser vidéo pour la chanson éponyme est posté. Il a par ailleurs été révélé que cet album sortira en deux parties dont chacune contiendra six chansons. Ses six premières chansons allient des éléments et des concepts musicaux anciens à la modernité de la pop contemporaine. Le 1er juin, sort ainsi la première partie de son nouvel album ainsi que le clip-vidéo de la chanson titre.
Les pré-ventes de cet opus ont instantanément battu neuf records de certification lors de sa mise en ligne sur la plus grande plateforme de streaming de musique chinoise QQ Music. L'album numérique a pu dépasser les 1,5 million de précommandes dans les 7 minutes et 19 secondes suivant son lancement, garantissant la première place dans les classements des ventes d'albums quotidiens et hebdomadaires de QQ Music, établissant ainsi le record le plus court dans l'histoire de la plateforme. L'EP a également pris la tête d'autre charts tels que Kugou Music ou encore Kuwo Music, mais aussi enregistré un line-up avec toutes ses chansons en tête des classements. La chanson titre s'est également hissée au sommet de la catégorie des classements de vidéoclips de QQ Music. De plus, il a été révélé que l'EP avait pris la première place du Top Albums Charts de iTunes dans 21 pays différents depuis sa sortie. Le 4 juin, SM Entertainment a annoncé que les ventes de l'opus avaient dépassé les 40 millions de yuans (environ 6,8 milliards de wons) dans QQ Music. La deuxième partie est sortie le 21 juillet, avec comme single principal "Boom", sorti au début du mois. 
En juin, le chanteur a participé à la deuxième saison de I'm a Singer-Songwriter, une compétition de chant diffusée sur iQiyi et l'a remporté. Il est également apparu en tant que coach et présentateur principal dans l'émission We are Young, diffusée sur Youku. En août, il a commencé à apparaître en tant que coach et capitaine d'équipe dans la troisième saison de l'émission Street Dance of China. Il a par ailleurs tourné pour dans le drama Challenges at Midlife. Le 21 septembre, il a sorti un single surprise, "饕餮 (Gluttony)".
Le 7 octobre, Lay a officiellement annoncé la création de sa société de divertissement, Chromosome Entertainment Group, dont il est le directeur et actionnaire général. Via ses comptes officiels sur Twitter, Weibo et Instagram, l'agence a révélé un programme de sélection de stagiaires inspiré de celui auquel Lay a participé sous SM Entertainment. Plusieurs célébrités ont exprimé leurs félicitations à sa nouvelle entreprise, notamment le fondateur et ancien PDG de SM Entertainment, Lee Soo-man.
Lay a sorti son quatrième album studio, Producer, le 5 février 2021, avec le premier single "Joker", sorti quatre jours auparavant. L'album présente les versions studio des chansons qu'il avait composées pour sa participation à la deuxième saison de I'm a Singer-Songwriter. En juin, après trois ans d'absence avec EXO, Lay a été annoncé pour participer à leur prochain album Don't Fight the Feeling. Il n'a toutefois pas enregistré les chansons avec les membres, ni participé au tournage du clip en raison de la pandémie de Covid-19, et donc a dû tout faire de son côté. En octobre, le chanteur a sorti le single "Samadhi Real Fire", le premier single de son nouvel EP East, sorti le 15 octobre. Pour fêter la Thanksgiving et remercier ses fans, Lay a sorti le single "陪著你 (Bee With You)" le 25 novembre,.
Le 8 avril 2022, le jour de l'anniversaire d'EXO, Lay a annoncé son départ de l'agence, en précisant toutefois à travers une lettre rédigé aux fans, qu'il resterait actif en tant que membre du groupe. Pour remercier ses membres et ces dix années passées au sein de l'agence, il a sorti la chanson "酒 (Jiu)", qu'il a écrite, produite, co-composée et co-arrangée. Le titre est un caractère chinois qui se traduit littéralement par "vin". Cependant, "Jiu" peut aussi signifier "neuf" et "éternité". Lay rassemble les trois homonymes pour exprimer un message cohérent d'unité et d'amour éternels qui ne fait que s'adoucir avec le temps,. Le 31 mai, pour célébrer le 75e anniversaire de la NBA, Lay a sorti une collaboration avec Nick Young, "热爱 (Time To Shine)". Par ailleurs, il a sorti un EP avec 24kGoldn, intitulé Dawn to Dusk le 22 février, qui a pris la tête du classement QQ Music Chart, et a été certifié "Double Or" sur QQ Music.
En septembre, Lay a sorti le clip de la version anglaise de "Veil", la chanson titre de son EP West qu'il a sorti cinq jours plus tard, le 26 septembre. Le 15 septembre, le studio de Lay publie une photo et une vidéo teaser annonçant la prochaine tournée du chanteur, Grand Line 2: Infinite Lands. Elle célèbrera ses dix ans de carrière et la tournée continuera son thème nautique, avec Lay comme capitaine de voilier. Le lendemain, il a été révélé que la tournée débutera le 15 octobre à Singapour. Par ailleurs, il y a deux mois de ça, Lay avait donné un concert en ligne le 23 juillet, nommé Firework, il était considéré comme.
En novembre, le Grammy Museum a invité le chanteur pour une interview animée par Emily Mei, dans le cadre de l'émission Global Top Spin Live. À la suite de cela, il a interprété "Veil" sur la scène du musée. Le 26 novembre, il a livré une performance au MetaMoon Music Festival à San Francisco. Il a plus tard publié un single à l'occasion des fêtes de fin d'année le 22 décembre, intitulé "沒什麼能給你(Nothing With Me)".
Le 18 janvier 2023, Lay a interprété pour la première fois lors du Weibo Music Festival, "D.N.A Cypher I" aux côtés de Gali, Boogie Wang, Yichun Shan et de Lin (stagiaire de Chromosome Entertainment Group). Ensemble, ils ont remporté le prix du « Most Innovative Music Alliance » et ont également annoncé qu'un album verrait le jour prochainement. Le 13 février, le studio de Lay a annoncé sur Weibo que ce dernier a créé un label de musique dénommé D.N.A Factory (Dragons Never Afraid) en décembre 2022, dont il est également le producteur. Le premier groupe crée au sein de ce label se nomme D.N.A Music Alliance et est composé de sept membres : Gali, Lay, Yichun Shan, Boogie Wang, Danko, Vinida Weng et Victor Ma. Un premier single est sorti le lendemain. Divisé en deux parties, il est intitulé "D.N.A Cypher" et est accompagné d'un clip-vidéo.

## Style musical
Lay a composé et produit plusieurs chansons, dont "EXO 2014" pour son groupe et l'ensemble de ses albums solo. Il a également écrit et composé son premier single "独角戏 (Monodrama)" en 2015 pour le projet SM Station. Le chanteur a aussi composé "Alone", la bande originale du film Ex Files 2: The Back Up Strikes Back dans lequel il joue, ainsi que "Prayer (祈愿)", pour la série télévisée Operation Love. Il est crédité dans la composition de la chanson "不待續 (Not To Be Continued)" de l'artiste Karen Mok qui est sortie en mai 2018 pour son album HALF TIME, qui célèbre ses vingt-cinq ans en tant que chanteuse. La même année, il est également crédité dans la composition du single du rappeur MC Jin, "Debut". En avril 2018, Lay a remporté le prix du « Best Producer » aux Chinese Top Ten Music Awards. Il a révélé dans une interview qu'il avait perdu plus de 99 morceaux inédits qu'il avait composé au fil des années. Outre Karen Mok et MC Jin, il est crédité dans la composition des chansons du duettiste Yu Quan et de Show Luo. 
Beaucoup de ses chansons ont été produites avec des éléments musicaux chinois traditionnels, tels que le hulusi, le guzheng ou encore le gong. "The Assembly Call", la chanson d'introduction de son album Namanana, est une piste instrumentale qui présente différents sons et musiques traditionnelles chinoises. Lay a mentionné lors d'une interview pour HYPEBAE que le genre dominant qu'il utilisait était la M-pop.

## Autres activités

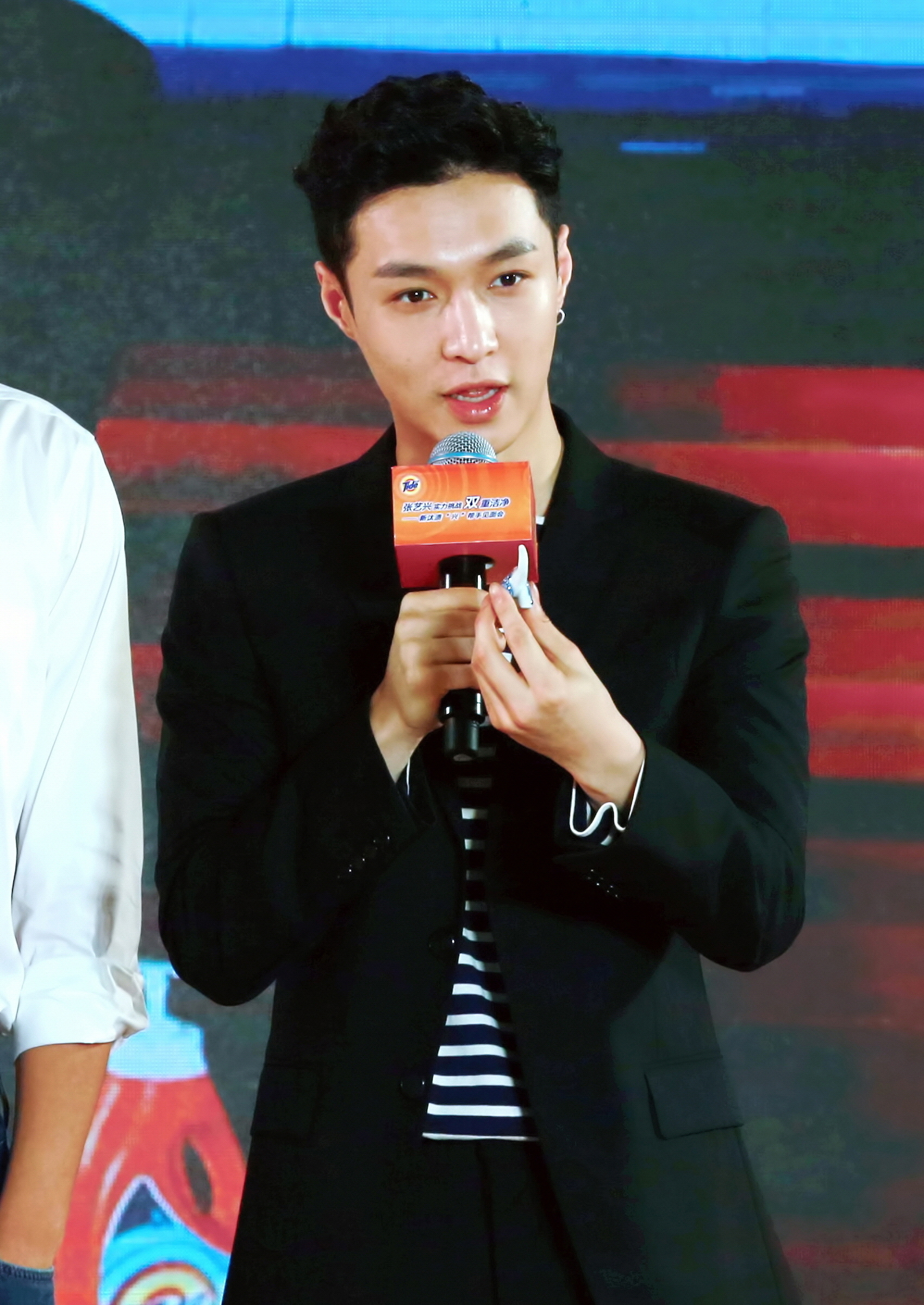
Lay faisant la promotion d'une marque en 2017.

### Publicité
En 2015 et 2016, Lay a été choisi pour être le porte-parole de plusieurs marques, en particulier Pancoat et Mentos pour lequel il est devenu le premier porte-parole en Asie. Il est également le premier ambassadeur masculin d'Asie pour Vichy et en Chine pour la marque Planters. D'autres produits dont il est l'ambassadeur comprennent Kangshifu Ice Tea, Tide, Cornetto, Huawei, Lay's, AirBender, Chushou TV, Tmall, Milka. 
En juillet 2017, lors de la diffusion de la saison 3 de Go Fighting!, Lay a été invité par Mengniu, qui est l'une des plus grandes entreprises laitières en Chine et l'un des sponsors de l'émission, à promouvoir leur produit principal, Chun Zhen. Le visage de Lay a été représenté dans la plupart des villes de Chine. Converse, connue comme l'une des compagnies de chaussures les plus emblématiques d'Amérique appartenant à Nike, a signé Lay comme le premier porte-parole officiel de l'Asie-Pacifique en août 2017. Depuis novembre 2017, il est le porte parole de la luxueuse marque Valentino et depuis juin 2018, de Biotherm.

### Engagements
En février 2015, Lay a participé à « Return Home with Love for A Thousand Miles », un grand projet d'activités de bien-être public et de bénévolat. Le projet comprenait une livraison sur place d'approvisionnements de secours aux travailleurs qui les aident à rentrer chez eux plus rapidement et à aider les travailleurs en temps opportun à renforcer la sécurité physique. Le 2 mai, il a fondé sa propre fondation intitulée « Zhang Yixing Arts Scholarship » pour le compte d'une bourse d'études pour son ancien collège, Hunan Masters College Middle School, où il fera don de 100 000 yuans par an. Ses intentions étaient d'encourager les jeunes talents à poursuivre leurs rêves. Le 7 septembre, ce dernier a répondu à un projet de bien-être public au club de football d'un campus, "Summit of Hope" ("希望 之 颠"). Il a par la suite mis en ligne une vidéo sur son compte Weibo dans le but de faire connaître le projet.

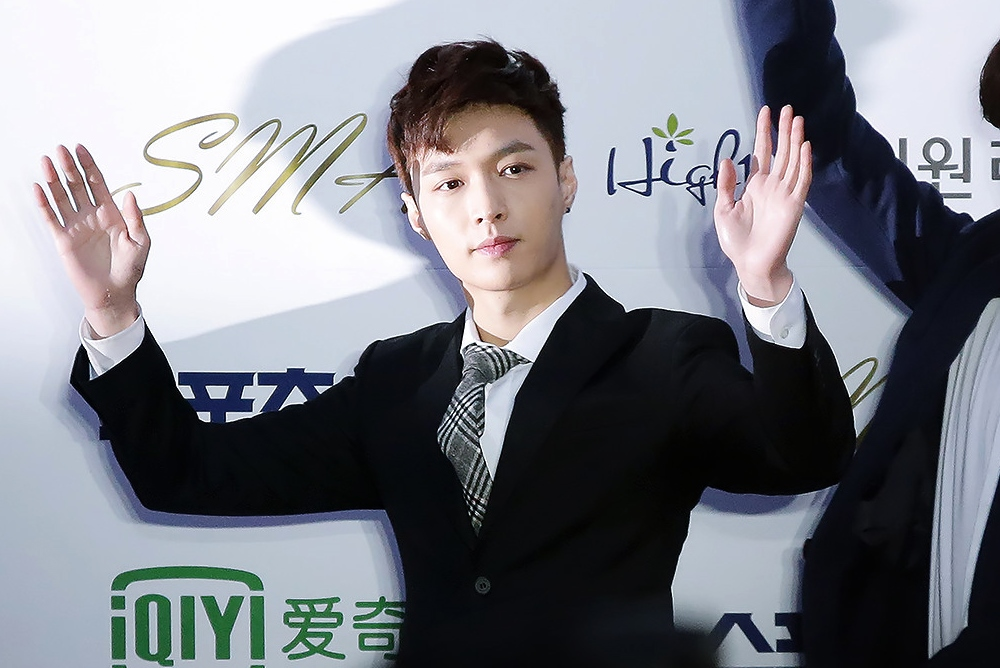
Lay aux Seoul Music Awards en 2015.

Le 1er février 2016, Lay a donné un montant non divulgué à un projet commun de financement de l'aide publique Weibo qui aide les familles appauvries pour le prochain Nouvel An lunaire. En mars 2016, dans la seconde saison de Go Fighting!, lui et les autres membres de l'émission, ont visité une école dépendante des travailleurs migrants de la communauté située à Chuansha Xin, ville de Shanghai, dans le cadre du "Go Fighting Welfare Development Project" ("极限 公益成长 计划 "). L'initiative a récolté plus de 1,2 million de yuans de matériaux pour plus de 12 écoles dans tout le pays. Le 1er mai, il a participé au projet de bien-être public Youku "Go Fighting Minute Challenge" sur Weibo, où il a envoyé des salutations à autant d'amis et de famille que possible en une minute et a exhorté le public à exprimer de l'énergie positive et à faire un don à une association de bienfaisance. Ayant déjà établi sa propre base, il a également fait don d'un autre million de yuans et d'un piano à son ancien collège. Plus tard dans l'année, conjointement avec le 10e anniversaire de son ancien collège, Lay a de nouveau fait don d'un autre fond d'un million de yuans à sa fondation de bourses. Le 2 juillet, l'artiste a été honorablement nommé ambassadeur de la publicité de la Ligue de la jeunesse communiste de Chine, il a déclaré qu'il se consacrerait à sa nomination et a fait appel au public pour faire de la charité en chantant l'hymne national. Le 9 septembre, Lay a assisté au "Harpers Bazaar 2016 Star Charity Night" dans lequel il a fait don de 10 ambulances d'une valeur de 700 000 yuans. En raison de ses contributions de bienfaisance, le chanteur a été classé quinzième par le China Philanthropist Magazine dans la "Liste des meilleurs célébrités philanthropes de la Chine en 2016". 
Le 9 septembre 2017, il a une nouvelle fois assisté au "Harpers Bazaar Star Charity Night" et a fait don de 15 ambulances, soit 1,05 million de yuans. Il est la célébrité avec la sixième plus grande donation.

## Position politique
Lay soutient la politique de la Chine unique et “est contre tout acte ou parole qui diviserait son pays”. En août 2019, lors des manifestations à Hong Kong en 2019, le chanteur a exprimé son soutien à la police de Hong Kong et s'est déclaré comme « l'un des 1,4 milliard de gardiens du drapeau chinois » sur son compte Weibo,.

## Discographie

### Albums
- 2017 : Lay 02 Sheep
- 2018 : Namanana
- 2020 : Lit
- 2021 : Producer

### Mini-albums
- 2016 : Lose Control
- 2017 : Winter Special Gift
- 2019 : Honey
- 2021 : East
- 2022 : West

## Tournées
- Grand Line: The First Concert (2019)
- Grand Line 2: Infinite Lands (2022)

## Filmographie

### Films
| Année | Titre                                                 | Rôle                     |
| ----- | ----------------------------------------------------- | ------------------------ |
| 2015  | SMTOWN The Stage                                      | Lui-même                 |
| 2015  | Ex Files 2: The Back Up Strikes Back                  | Lee Xiang He             |
| 2015  | Oh My God                                             | Le Yi                    |
| 2016  | Royal Treasure                                        | Lui-même                 |
| 2016  | The Mystic Nine Side Story: Flowers Bloom in February | Er Yuehong               |
| 2017  | Kung Fu Yoga                                          | Xiaoguang                |
| 2017  | The Founding Of An Army                               | Lu De Ming               |
| 2017  | Cars 3                                                | Jackson Storm (Doublage) |
| 2018  | The Island                                            | Xiao Xing                |
| 2018  | Unexpected Love                                       | Han Bing                 |
| 2019  | For Love With You                                     | Xiao Qiang               |

### Dramas
| Année | Titre                  | Chaîne             | Rôle         | Notes                   |
| ----- | ---------------------- | ------------------ | ------------ | ----------------------- |
| 1998  | We The People 咱老百姓 | BTV                | Huan Huan    | crédité Zhang Jia Shuai |
| 2015  | EXO Next Door          | Naver TV Cast      | Lui-même     | Rôle secondaire         |
| 2016  | To Be A Better Man     | Jiangsu Television | Xiao Cai     | Rôle secondaire         |
| 2016  | The Mystic Nine        | iQiyi              | Er Yuehong   | Rôle secondaire         |
| 2017  | Operation Love         | Dragon Television  | Yan Xiaolai  | Rôle principal          |
| 2018  | Tomb of the Sea        | Tencent Video      | Xie Yuchen   | Apparition spéciale     |
| 2019  | The Golden Eyes        | Hunan TV           | Zhang Rui    | Rôle principal          |
| 2019  | Empress of the Ming    | Jiangsu Television | Zhu Qizhen   | Rôle secondaire         |
| 2021  | Faith Makes Great      | Hunan TV           | Xiong Dazhen | Apparition spéciale     |
| 2021  | Crime Crackdown        | Dragon Television  | Lin Hao      | Rôle principal          |
| 2022  | Challenges at Midlife  | Dragon Television  | Ning Shu     | Rôle principal          |

### Émissions télévisées
| Année | Titre                       | Chaîne              | Rôle        | Notes                                                                                            |
| ----- | --------------------------- | ------------------- | ----------- | ------------------------------------------------------------------------------------------------ |
| 2005  | Star Academy                | Hunan Television    | Participant |                                                                                                  |
| 2013  | Beatles Code 2              | Mnet                | Invité      | avec Xiumin, Suho, Sehun, Baekhyun et D.O.                                                       |
| 2013  | Immortal Songs 2            | KBS                 | Invité      | Épisodes 116, 118 et 119                                                                         |
| 2013  | Star Face-Off               | SBS                 | Invité      | avec D.O., Chanyeol et Chen                                                                      |
| 2013  | Dancing 9                   | Mnet                | Invité      | avec Kai                                                                                         |
| 2013  | Our Home's Maknae           | MBC                 | Invité      | avec Kris                                                                                        |
| 2013  | Hello Counselor             | KBS                 | Invité      | Épisode 145 avec Kai                                                                             |
| 2013  | Super Hit                   | Mnet                | Invité      | avec D.O., Baekhyun, Chen et Luhan                                                               |
| 2014  | Celebrity Chef Has Arrived  | Jiangsu Television  | Concurrent  | Épisodes 1 et 2                                                                                  |
| 2014  | Star Room Escape            | Zhejiang Television | Invité      | Épisodes 3 et 4                                                                                  |
| 2014  | The Generation Show         | Shenzen Television  | Invité      | avec Xiumin                                                                                      |
| 2014  | Crazy Magic (Happy Baby Go) | Hunan Television    | Invité      | Épisode 4                                                                                        |
| 2015  | Happy Camp                  | Hunan Television    | Invité      | Émission du 14 mars 2015                                                                         |
| 2015  | Hurry Up, Brother           | Zhejiang Television | Invité      | Épisode 20                                                                                       |
| 2015  | Happy Camp                  | Hunan Television    | Invité      | Émission du 21 novembre 2015                                                                     |
| 2015  | Go Fighting!                | Dragon Television   | Participant | Saison 1                                                                                         |
| 2016  | Go Fighting!                | Dragon Television   | Participant | Saison 2                                                                                         |
| 2016  | We Got Married              | MBC                 | Apparition  | Couple Jo Se-ho-Cao Lu                                                                           |
| 2016  | Happy Camp                  | Hunan Television    | Invité      | Émission du 10 septembre 2016                                                                    |
| 2016  | Day Day Up                  | Hunan Television    | Invité      |                                                                                                  |
| 2017  | Happy Camp                  | Hunan Television    | Invité      | Émission du 18 mars 2017                                                                         |
| 2017  | Go Fighting!                | Dragon Television   | Participant | Saison 3                                                                                         |
| 2017  | Happy Camp                  | Hunan Television    | Invité      | Émission du 15 juillet 2017                                                                      |
| 2017  | The Next                    | Dragon Television   | Invité      | Saison 2, épisode 8                                                                              |
| 2017  | Gala de Nouvel An de CCTV   | CCTV                | Invité      |                                                                                                  |
| 2017  | Hunan TV New Year Countdown | Hunan Television    | Invité      |                                                                                                  |
| 2018  | Idol Producer               | iQiyi               | Animateur   | Membre du jury aux côtés de Li Ronghao, de Jackson, de MC Jin, de Cheng Xiao et de Zhou Jieqiong |
| 2018  | Go Fighting!                | Dragon Television   | Participant | Saison 4                                                                                         |

### Émissions de radio
| Année | Titre                                  | Chaîne          | Rôle      | Notes                                                    |
| ----- | -------------------------------------- | --------------- | --------- | -------------------------------------------------------- |
| 2013  | Sukira Kiss the Radio                  | KBS Cool FM     | Invité    | avec D.O., Baekhyun, Chen et Chanyeol                    |
| 2013  | Cultwo Show                            | SBS Power FM    | Invité    | avec D.O., Baekhyun, Kris, Chanyeol, Suho, Xiumin et Kai |
| 2013  | Shim Shim Tapa                         | MBC Standard FM | Invité    | avec Kris                                                |
| 2013  | Shim Shim Tapa                         | MBC Standard FM | Animateur | avec Xiumin                                              |
| 2013  | MBC C-RADIO 偶像本色 Idol True Colours | MBC Standard FM | Invité    | avec Kris                                                |

### Clips musicaux
| Année | Titre                          |
| ----- | ------------------------------ |
| 2016  | "独角戏 (Monodrama)"           |
| 2016  | "what U need ?"                |
| 2016  | "Lose Control (失控)"          |
| 2017  | "I Need U (需要你)"            |
| 2017  | "Sheep (羊)"                   |
| 2017  | "Goodbye Christmas (聖誕又至)" |
| 2018  | "Sheep (Alan Walker Relift)"   |
| 2018  | "Give Me A Chance"             |
| 2018  | "Namanana"                     |
| 2019  | "Honey (和你)"                 |
| 2019  | "外婆"                         |
| 2020  | "蓮 (Lit)"                     |

## Récompenses et nominations
| Année | Titre                                              | Catégorie                                 | Travail nommé                        | Résultat   |
| ----- | -------------------------------------------------- | ----------------------------------------- | ------------------------------------ | ---------- |
| 2015  | The Wind of the East Ceremony                      | Music Pioneer of the Year                 |                                      | Lauréat    |
| 2015  | Asian Influence Awards                             | Asia's Most Influential Artist            | Lauréat                              |            |
| 2015  | Cosmopolitan Beauty Awards China                   | Beautiful Idol of The Year                | Lauréat                              |            |
| 2015  | Baidu Music Awards                                 | Best Movie OST                            | Alone (One Person)                   | Lauréat    |
| 2016  | Qingting FM Awards                                 | Most Popular Male Artist                  |                                      | Lauréat    |
| 2016  | 18e Huading Awards                                 | Best New Actor                            | Nomination                           |            |
| 2016  | 16e Top Chinese Music Awards                       | Best Movie OST                            | Alone (One Person)                   | Lauréat    |
| 2016  | 16e Top Chinese Music Awards                       | Most Popular Newcomer                     |                                      | Lauréat    |
| 2016  | 16e Top Chinese Music Awards                       | Most Popular Movie Idol                   | Oh My God                            | Nomination |
| 2016  | 4e YinYueTai V-Chart Awards                        | Movie OST of the Year                     | Alone (One Person)                   | Lauréat    |
| 2016  | 4e YinYueTai V-Chart Awards                        | Most Popular Newcomer                     |                                      | Lauréat    |
| 2016  | LeTV LeEco Night                                   | Most Popular All-Rounded Idol             | Lauréat                              |            |
| 2016  | 4e China-Britain Film Festival                     | Best Supporting Actor                     | Ex Files 2: The Back Up Strikes Back | Lauréat    |
| 2016  | Asia Good Book Awards (China)                      | Best Crossover Author of the Year         | Standing Firm at 24                  | Lauréat    |
| 2016  | Tencent QQ Star Awards                             | Most Popular TV Actor                     |                                      | Nomination |
| 2016  | 13e Asia Song Festival                             | Best Asian Artist Award                   | Lauréat                              |            |
| 2016  | SBS PopAsia Awards                                 | Best Solo Star                            | Lauréat                              |            |
| 2017  | Hunan Outstanding Youth Awards                     | Kindness Award                            | Lauréat                              |            |
| 2017  | China TV Quality Drama Awards 2017                 | All-rounded Artist of the Year            | Lauréat                              |            |
| 2017  | 5e YinYueTai V-Chart Awards                        | Best Male Artist                          | Lauréat                              |            |
| 2017  | 5e YinYueTai V-Chart Awards                        | Album of the Year                         | Lose Control                         | Lauréat    |
| 2017  | Gala de Nouvel An de CCTV                          | Outstanding Youth Award                   |                                      | Lauréat    |
| 2017  | Gala de Nouvel An de CCTV                          | Esteemed Comradely Youth Award            | Lauréat                              |            |
| 2017  | 11e Dangdang Reading Festival & Influential Awards | Influential Trendy Celebrity Author Award | Standing Firm at 24                  | Lauréat    |
| 2017  | National Outstanding Youth Awards                  | Kindness Award                            |                                      | Lauréat    |
| 2017  | 22e Huading Awards                                 | Best New Actor                            | To Be a Better Man                   | Nomination |
| 2017  | 2017 Weibo TV Online Video Awards                  | Weibo Fans Choice Award                   |                                      | Lauréat    |
| 2017  | 14e Esquire Man At His Best Awards                 | Man of the Year Award                     | Lauréat                              |            |
| 2017  | Tencent Video Star Awards 2017                     | Album of the Year                         | Lay 02 Sheep                         | Lauréat    |
| 2018  | 9e China Power Fashion Award                       | Producer of the Year                      |                                      | Lauréat    |
| 2018  | 25e Chinese Top Ten Music Awards                   | Most Popular Male Singer                  | Lauréat                              |            |
| 2018  | 25e Chinese Top Ten Music Awards                   | Best Album                                | Lay 02 Sheep                         | Lauréat    |
| 2018  | 25e Chinese Top Ten Music Awards                   | Best Producer                             |                                      | Lauréat    |
| 2018  | Gala de Nouvel An de CCTV                          | Outstanding Youth Actor Award             | Lauréat                              |            |

### Programme de classement musicaux
| Date            | Programme                   | Chanson            |
| --------------- | --------------------------- | ------------------ |
| 13 mai 2017     | Global Chinese Music (CCTV) | "Prayer (祈愿)"    |
| 14 octobre 2018 | Yo! Bang (Tencent QQ)       | "Give Me A Chance" |
| 21 octobre 2018 | Yo! Bang (Tencent QQ)       | "Give Me A Chance" |

## Voix françaises
- Fabrice Trojani dans Kung Fu Yoga
- Nicolas Duvauchelle dans Cars 3